# 아이사와 이치로

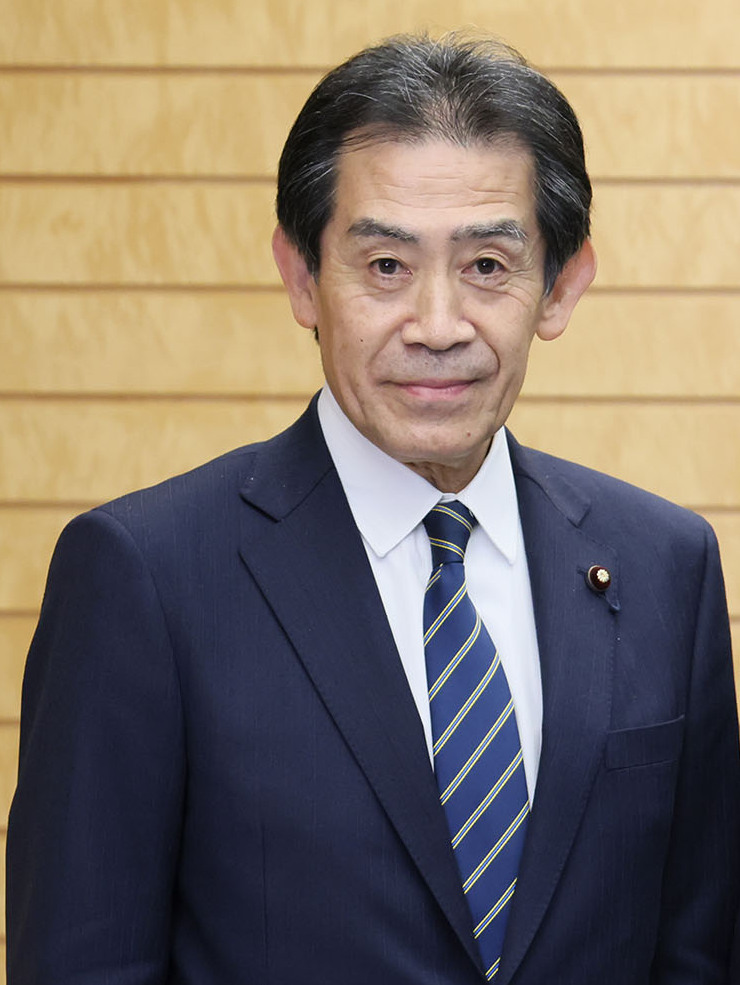
아이사와 이치로

아이사와 이치로(逢沢 一郎, 1954년 6월 10일 ~)는 일본의 정치인이다. 자유민주당 소속의 중의원 의원으로(11선), 중의원 외무위원장·예산위원장·운영위원장·국가기본정책위원장과 자민당 국회대책위원장, 내각 외무부대신을 역임하였다.
선거구는 중의원 오카야마현 제1구이다.